# Dibenzoksazepina
Dibenzoksazepina (CR) – organiczny związek chemiczny, silnie drażniący bojowy środek trujący, lakrymator.
Po raz pierwszy otrzymali go Higginbottom i Suchitzsky w Salford College of Technology w 1962. W 1973 r. został wprowadzony do uzbrojenia brytyjskiej armii. Był stosowany w Irlandii Północnej w okresie wojny domowej.
Jest substancją o wystarczającej odporności termicznej do zastosowania w mieszaninach pirotechnicznych. CR wykazuje bardzo silne działanie na błony śluzowe oczu, dróg oddechowych oraz skórę. W postaci aerozolu wywołuje silne łzawienie, kaszel, kichanie i okresową ślepotę (15–30 minut). Naskórna dawka rzędu kilku miligramów powoduje, oprócz podrażnienia, powstawania drobnych pęcherzy. Silne podrażnienie skóry (występuje przy dawkach ok. 20 mg) powoduje niezwykle dotkliwy piekący ból. CR działa około 6 razy silniej niż CS i 30 razy silniej, niż CN.